# Raionul Illinți, Vinnița
Illinți (în ucraineană Іллінецький район, transliterat: Illinețkîi raion) este un raion în regiunea Vinnița, Ucraina. Reședința sa este orașul Illinți.

## Demografie
Componența lingvistică a raionului Illinți
     Ucraineană (98,1%)
     Rusă (1,35%)
     Alte limbi (0,41%)
Conform recensământului din 2001, majoritatea populației raionului Illinți era vorbitoare de ucraineană (98,1%), existând în minoritate și vorbitori de rusă (1,35%).